# Référendum macédonien de 2004
Le référendum sur la décentralisation en Macédoine est un référendum d'initiative populaire organisé en Macédoine le 7 novembre 2004, avec pour but d'annuler la loi relative à la décentralisation.
Le résultat n'a pu être validé, faute d'une participation au moins équivalente à 50 % des électeurs inscrits.

## Contexte
Entre janvier et août 2001, des combats armés ont opposé la police et les forces armées de la Macédoine, pays slave de religion orthodoxe, à l'Armée de libération nationale (UÇK-M), issue de la minorité albanaise et des réfugiés kosovars. Des accords de paix, dénommés « accords d'Ohrid », ont finalement été signés le 13 août, et prévoyaient plusieurs réformes visant à mieux reconnaître les droits des Albanais de Macédoine.
À ce titre, et conformément aux accords, une loi sur la division territoriale et la décentralisation avait été adoptée. Respectant le principe selon lequel l'albanais devait devenir la langue coofficielle de toute municipalité comptant au moins 20 % d'Albanais, le texte organisait une réduction du nombre de communes, de l'ordre de 120 à 80, ce qui conduisait au dépassement du seuil dans de nombreuses villes, y compris et surtout la capitale, Skopje.
Le Congrès mondial macédonien, appuyé par l'Organisation révolutionnaire macédonienne intérieure - Parti démocratique pour l'unité nationale macédonienne (VMRO-DPMNE), d'autres partis d'opposition et des intellectuels, a alors lancé une campagne en vue de faire abroger la loi par référendum d'initiative populaire, et recueilli plus de 180 000 signatures, obligeant l'Assemblée à convoquer le scrutin.

## Enjeux
La question posée était « Êtes-vous pour l'organisation territoriale des collectivités locales, concernant les communes et Skopje, établie par la loi relative à la division territoriale de la Macédoine, et la détermination de la loi sur les unités d'autonomie locale et la loi sur la ville de Skopje ? ».
Le texte de loi étant une application directe et concrète des accords d'Ohrid, son annulation aurait pu avoir de graves conséquences sur le maintien de la paix et la stabilité politique dans le pays. L'Union sociale-démocrate de Macédoine (SDSM), du président du gouvernement Hari Kostov avait appelé, de même que l'Union démocratique pour l'intégration (BDI/DUI, principal parti albanais), à un boycott du scrutin. De ce fait, le taux de participation, qui devait atteindre 50 % pour que le résultat ait force obligatoire, est également devenu un enjeu du référendum. Les relations, déjà quasi inexistantes entre Albanais et Macédoniens, auraient pu connaître de nouvelles et graves dégradations aux conséquences imprévisibles.
De même, l'Union européenne (UE) et l'Organisation du traité de l'Atlantique nord (OTAN) avait demandé aux citoyens de boycotter le scrutin, arguant qu'une annulation de la loi pourrait avoir des conséquences concernant l'intégration du pays dans les structures euro-atlantiques.

## Conditions
En accord avec l'article 73 de la constitution, le projet de loi n'est considéré comme approuvé de manière valide que si le Oui l'emporte à la majorité absolue (50 %+1) et que le quorum de participation de 50 % des inscrits est franchi,.

## Résultats
| Choix                     | Votes     | %     |  |
| ------------------------- | --------- | ----- |  |
| Pour                      | 427 112   | 95,05 |  |
| Contre                    | 22 212    | 4,95  |  |
|                           |           |       |  |
| Votes valides             | 449 324   | 98,90 |  |
| Votes blancs et invalides | 5 023     | 1,10  |  |
| Total                     | 454 347   | 100   |  |
| Abstentions               | 1 255 189 | 73,42 |  |
| Inscrits / Participation  | 1 709 536 | 26,58 |  |
| Quorum de participation   | 50 %      | 50 %  |  |

Répartition des suffrages exprimés :
| Votes Pour (95,05 %) |
| ▲                    |
| Majorité absolue     |

Répartition des inscrits :
| Taux de participation (26,58 %) |  |  | Taux d'abstention (73,42 %) |
| ▲                               |  |  |                             |
| Majorité absolue                |  |  |                             |

Le référendum n'ayant pas mobilisé au moins la moitié des inscrits, le résultat n'a pu être validé.